# Parc de Caterina
El Parc de Caterina (en rus Екатерининский парк, Iekaterinski park) és un parc situat a Tsàrskoie Seló (dins el municipi de Puixkin), a 25 km al sud-est de Sant Petersburg (Rússia). És part integral de la residència imperial de Tsàrskoie Seló.
El Parc de Caterina, anomenat així en honor de l'emperadriu Caterina la Gran i adjacent al Palau de Caterina, té dues parts ben diferenciades: el més antic jardí tradicional de tipus parterre, a la francesa, i el posterior jardí paisatgístic, de tipus anglès.
Conté tot de petites edificacions de mida diversa, d'estil barroc i rococó, dissenyades per arquitectes de la talla de Bartolomeo Francesco Rastrelli, Antonio Rinaldi, Charles Cameron, Georg Friedrich Veldten, Vassili Neièlov i el seu fill Ilià o Vassili Stàssov, entre d'altres.

## Jardí tradicional
El jardí tradicional, adornat arreu amb estàtues de marbre, fou projectat el 1720 per mestres jardiners holandesos i s'organitza en tres grans bancals de parterres davant la façana posterior del palau imperial. Conté diversos estanys que recullen l'aigua del riu Vangazi, que baixa del turó, entre els quals l'estany superior, doble, situat a la primera terrassa, i al final de tot l'estany del Molí, més endavant inclòs en una cascada de petits estanys.
Els principals edificis i pavellons d'aquest jardí són els Banys Superiors, els Banys Inferiors, l'Ermitage, la Gruta, la Cuina de l'Ermitage, la columna de Morea, que recorda la victòria contra els turcs el 1771, i la porta sud-est, en forma d'arc triomfal per commemorar la victòria de Rússia en la Guerra Patriòtica de 1812 contra Napoleó.

## Jardí paisatgístic

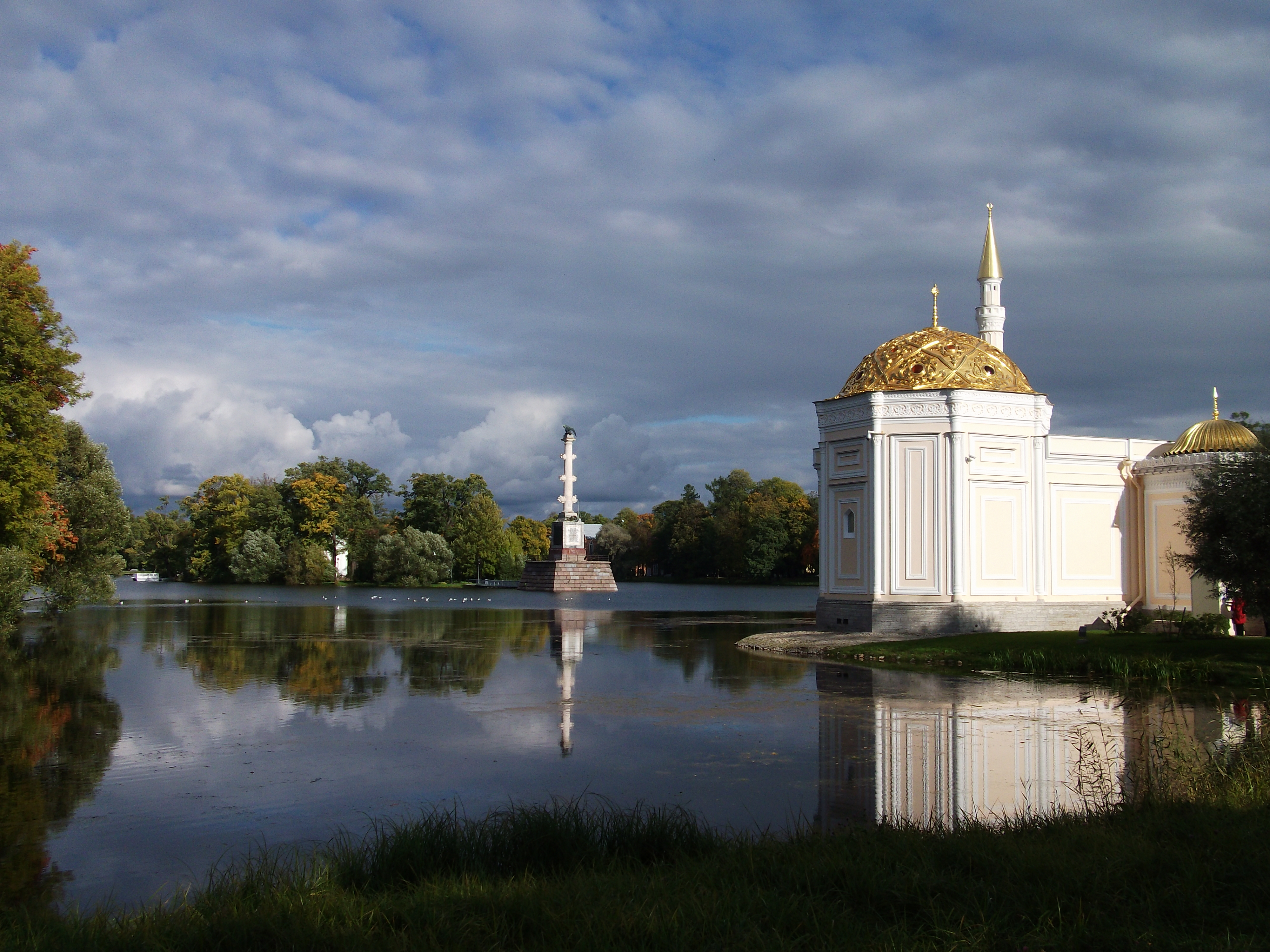
Els Banys Turcs i la columna de Çeşme

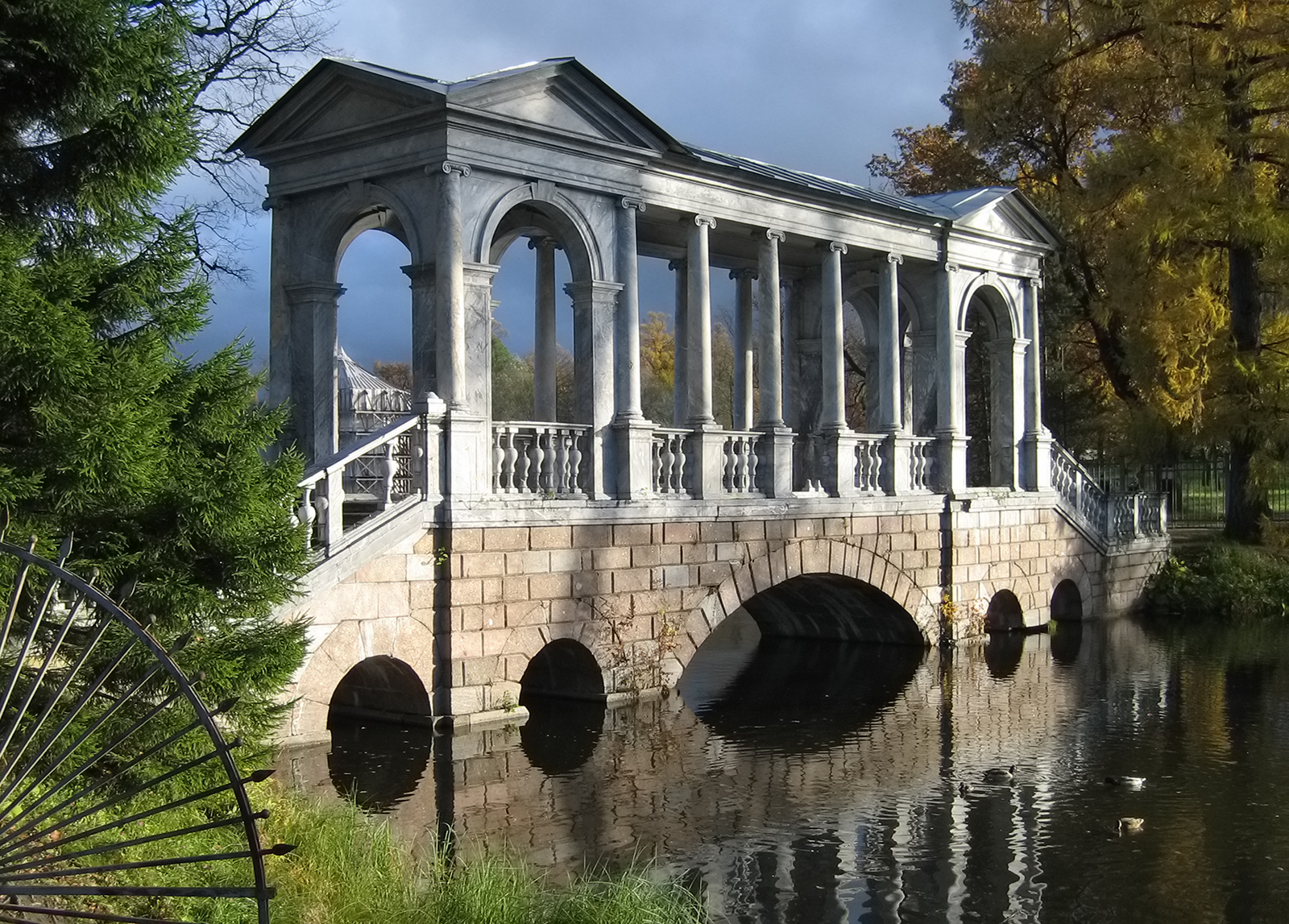
Pont de Marbre

El jardí a l'anglesa s'estén al sud de l'anterior i es va construir entre els anys 1760-80, projectat per l'arquitecte Vassili Neièlov entorn d'un gran estany de forma irregular.
Al jardí paisatgístic hi ha una sèrie d'edificacions, entre les quals destaquen l'Almirallat Neerlandès, el Saló de l'Illa, la columna que commemora la victòria a la batalla naval de Çeşme del 1770, el Pont de Marbre, els Banys Turcs, la Piràmide, la Cascada Vermella, la Porta Gòtica, la Torre en Ruïnes, la porta d'Orlov, la Terrassa de Granit, la font de la Noia amb el Gerro, la Sala de Concerts, la Cuina en Ruïnes, el Pavelló Xinès, la Sala del Vespre, el monument a Aleksandr Lanskoi l'obelisc que commemora la victòria del 1770 en la batalla de Kagul i el Jardí Privat.